# Krasnyj Oktiabr (rejon tiemriukski)
Krasnyj Oktiabr (ros. Красный Октябрь) – osiedle w Rosji, w Kraju Krasnodarskim, w rejonie tiemriukskim. W 2010 liczyło 1800 mieszkańców.